# Mysore pak
Le Mysore pak (en kannada : ಮೈಸೂರು ಪಾಕ್) est une pâtisserie et un dessert indien originaire de l'État du Karnataka, et constitué à base de ghî (beurre clarifié) ou d'huile, farine de pois chiche et sucre. Il est largement consommé dans l'ensemble de l'Inde péninsulaire et en particulier le Tamil Nadu, l'Andhra Pradesh et le Kerala.
Son histoire remonte au XXe siècle à Mysore, lorsque durant le règne du roi Krishna Raja Wadiyar IV, la recette est inventée dans les cuisines du palais par le chef cuisinier Kakasura Madappa. N'ayant pas d'idée pour nommer sa création, Madappa décida d’appeler la recette Mysore pak, qui signifie en sanskrit, et dans plusieurs autres langues, « douceur de Mysore ».
Ce succulent dessert eut un succès phénoménal et se diffusa dans toute l'Inde, et également à l'étranger par le biais des expatriés indiens.
Aujourd'hui encore, cette spécialité de Mysore attire de nombreux touristes venus goûter à ce dessert dans la pâtisserie tenue par les descendants de son créateur.